# King Kobra
King Kobra är ett amerikanskt rockband bildat 1984. Bandet bestod från början av sångaren Mark Free, trummisen Carmine Appice, gitarristerna Mick Sweda och David Michael-Philips och basisten Johnny Rod. De fick en hit med låten "Iron Eagle (Never Say Die)" som var ledmotiv till filmen med samma namn (Iron Eagle). Under åren byttes medlemmar och bandet splittrades till slut 1988. Bandet återförenades 2010 med fyra femtedelar av original-uppsättningen, och med Rough Cutt-sångaren Paul Shortino som ersättare till Mark Free.

## Medlemmar
Nuvarande medlemmar
- Carmine Appice – trummor (1984–1988, 2000–2001, 2010– )
- David Michael-Philips – gitarr, keyboard, synthesizer (1984–1989, 2010– )
- Mick Sweda – gitarr, synthesizer (1984–1987, 2010– )
- Johnny Rod – basgitarr (1984–1986, 2010– )
- Paul Shortino – sång (2010– )

Tidigare medlemmar
- Mark Free – sång (1984–1987)
- Johnny Edwards – sång (1988–1989)
- Jeff Northrup – gitarr (1988–1989)
- Larry Hart – basgitarr (1988–1989)
- Kelly Keeling – sång, basgitarr (2001)
- Steve Fister – gitarr (2001)

## Diskografi
Studioalbum
- Ready to Strike (1985)
- Thrill of a Lifetime (1986)
- King Kobra III (1988)
- Hollywood Trash (2001)
- Number One (2005)
- King Kobra (2011)
- King Kobra II (2013)

Samlingsalbum
- The Lost Years (1999)